# Червени кхмери
Червени кхмери е наименованието на последователите на комунистическата партия на Кампучия.
Формира се през 1968 г. като клон на Виетнамската народна армия от Северен Виетнам. Червените кхмери управляват Камбоджа, която бива наречена Демократична Кампучия, в периода 1975 – 1979 г., начело с Пол Пот. Те са запомнени с камбоджанския червен терор, с който се характеризира цялото им управление. То води до истински геноцид: смъртта на 800 000 – 1 500 000 души от общо 7,5 млн. души население, което го прави най-смъртоносния режим в човешката история. Целта им е била да създадат нация от селяни. Започват масивна кампания срещу градското население и интелигенцията. Парите биват отменени като платежно средство, чуждите езици и четенето на книги са забранени. Много хора са убити само защото са носели очила – това се е считало за „признак на грамотност“. Хората са принудени да носят единствено черни дрехи, за да изглеждат еднакво. „Участието в пазарни дейности“ се превръща в престъпление.